# Turnix hottentot
Turnix hottentottus
Espèce
Statut de conservation UICN

 LC C2a(i) : Préoccupation mineure
Le Turnix hottentot (Turnix hottentottus) est une espèce d'oiseaux de la famille des Turnicidae.

## Répartition
Cet oiseau vit dans le finbos en Afrique du Sud.